# Colmars
Colmars (en occitano Cormarç o localmente Coumarç; también se usa, en francés y en el ámbito local, Colmars-les-Alpes) es una población y comuna francesa, en la región de Provenza-Alpes-Costa Azul, departamento de Alpes de Alta Provenza, en el distrito de Castellane. Es la cabecera del cantón de Allos-Colmars, aunque Allos la supera en población.

## Demografía
| 311 | 360 | 311 | 314 | 367 | 378 |
| Para los censos de 1962 a 1999 la población legal corresponde a la población sin duplicidades (Fuente: INSEE [Consultar]) |     |     |     |     |     |